# 신명성
신명성(본명: 김규태, 1994년 7월 26일 ~ )은 대한민국의 배우이다.

## 드라마
- 2019년 : 네이버TV《온더캠퍼스》- 동석 역
- 2020년 : 넷플릭스 《인간수업》- 태우 역
- 2023년 : tvN 《성스러운 아이돌》 - 황태인 역
- 2023년 : 네이버TV 《설의 미학》
- 2023년 : 헤븐리 《해피메리엔딩》 - 호연 역